# 森沢リサ
森沢 リサ（もりさわ りさ）は、日本のAV女優。DINO所属。

## 略歴
2019年2月、アイデアポケット専属女優としてAVデビュー。
2019年8月より専属を離れ、企画単体女優となる。

## 人物
ロシア（父）と日本（母）のハーフ。ただ、日本生まれのためロシア語は話せず聞き取りもできない。
初体験は中学生の時で、彼氏はいたが相手は彼氏ではない同級生。デビュー前の経験人数は20人くらい。
元々AVが好きで、見ているうちに1度でいいから出演したいと思うようになったとしている。また、AVはレンタルビデオ店で借りて見ていて、18禁コーナーに入るのが楽しいと話している。
明日花キララに憧れている。

## 出演作品

### アダルトDVD
2019年
- FIRST IMPRESSION 132 新風 NEW GENERATION（2月13日、アイデアポケット）
- 新世代ハーフ美少女 恥イキ!イキ過ぎ! ヨダレと愛液まみれの初体験4セックス!（3月13日、アイデアポケット）
- 生ツバだらだら舐め好き痴女ナースのヤリ過ぎ射精看護（5月13日、アイデアポケット）
- にやにや妹のノーパン誘惑日記（6月13日、アイデアポケット）
- ボクのせいで輪姦される魔法少女リサ（7月13日、アイデアポケット）
- 120%リアルガチ軟派伝説 vol.75 in 新潟（8月16日、プレステージ）他出演:4人
- 禁断介護（9月5日、グローリークエスト）
- ガチナンパ! 静岡産直! 女子大生にデカチン見せたらドン引きしながらガン見! 興奮と快楽に負けて完落ち絶頂! 142イキ! 15射精!（9月15日、ナンパーズ）他出演:小日向まい、川田みはる、雪美千夏、内海静香
- 夜這い 真夜中に寝ている夫の隣で中出しされる人妻 8（9月19日、グローリークエスト）他出演:天音優莉、一ノ瀬あやめ、艶堂しほり、水城奈緒

## 雑誌
- FANZA 2019年5月号（ジーオーティー） - インタビュー